# Return Fire
Return Fire est un jeu vidéo sorti en 1995 sur 3DO. Le jeu a été porté l'année suivante sur PlayStation et Windows. Le jeu fut précédé de Fire Power (1987) et suivi de Return Fire 2 (1998).
Return Fire est un jeu vidéo en 3D où l'on dirige des véhicules militaires en vue du dessus. Le but du joueur est de capturer le drapeau ennemi et de le ramener à sa base. Il est considéré comme étant un des meilleurs jeux de la 3DO.

## Véhicules
Le jeu contient 4 véhicules qui ont des caractéristiques différentes. Les véhicules peuvent emporter une quantité limitée d'armes et de carburant. Les armes et le carburant peuvent être rechargés à différentes endroits de la carte dans des tentes ou des dépôts. Certains véhicules sont plus fragiles que d'autres et seront vite détruits sous le feu ennemi. La sélection des véhicules se fait dans le bunker.

### Tank
Le tank est le véhicule terrestre le plus souple. Il est très maniable grâce à sa tourelle qui pivote à 360° et sa capacité à faire feu sur des unités terrestres et aériennes.
Le tank peut transporter jusqu'à 92 obus. Il peut également parcourir la plus grande distance de tous les véhicules du jeu avec un réservoir plein. Cinq obus sont nécessaires pour détruire une tour ennemie.

### Hélicoptère
L'hélicoptère est le véhicule le plus rapide mais il est peu résistant.
L'hélicoptère peut transporter jusqu'à 96 obus et 48 missiles. Il se vide très vite de son carburant et il ne peut pas profiter des tentes et dépôts de munitions et carburant au sol, il doit rentrer au bunker pour être à nouveau opérationnel. Deux missiles ou cinq obus sont nécessaires pour détruire une tour ennemie.

### Véhicule de Soutien Blindé (VSB)
Le véhicule de soutien blindé est le véhicule le plus résistant. Il est capable de tirer sur des cibles terrestres et aériennes tant qu'elles ne sont pas trop proches. C'est le véhicule le plus lent du jeu mais il a la capacité de déposer des mines qui détruisent instantanément tout véhicule terrestre.
Le véhicule de soutien blindé peut emporter jusqu'à 64 missiles et 10 mines. Trois missiles du VSB sont nécessaires pour détruire une tour ennemie.

### Humvee
Le humvee est le véhicule terrestre le plus rapide et est le seul véhicule capable de prendre, transporter et déposer le drapeau. Le humvee a la possibilité de sur-gonfler ses pneus et de flotter sur l'eau, lui permettant ainsi de traverser des étendues d'eau. C'est le véhicule le moins résistant du jeu. Un seul obus suffit à le détruire.
Le humvee peut emporter jusqu'à 16 grenades qui ont chacune la même puissance qu'un obus de tank. Les grenades ont une aire d'effet moins importante que les autres armes. Il faut 5 grenades pour détruire une tour ennemie.

## Bande-son
La bande-son du jeu est composé exclusivement de musiques classiques comme La Chevauchée des Walkyries de Richard Wagner que l'on peut entendre lorsque l'on utilise un hélicoptère (en hommage à Apocalypse Now), Le Vol du bourdon lorsque l'on conduit un humvee, Dans l'antre du roi de la montagne lorsque l'on conduit un véhicule de soutien blindé, Mars, celui qui apporte la guerre de Gustav Holst lorsque l'on conduit un tank ou encore L'ouverture de Guillaume Tell de Gioachino Rossini lorsque l'on transporte le drapeau. Lors de la séquence d'introduction du jeu où l'on voit le titre du jeu en flammes apparaître, on peut entendre Dies Irae de Giuseppe Verdi.

## Accueil
Le jeu a été très bien reçu par la presse. Il a obtenu 5/5 dans PlayStation Magazine.

## Divers
Le jeu devait également sortir sur Saturn mais, alors que le jeu était fini et était presque prêt à sortir en magasin, une nouvelle version de la Saturn sortit et on demanda aux développeurs de faire quelques modifications pour rendre le jeu compatible avec cette nouvelle version. Mais l'éditeur du jeu ne voulut pas que les développeurs passent du temps à faire ces modifications car il ne croyait pas en la Saturn.

## Extension

### Return Fire: Maps Of Death
Cette extension est sortie uniquement sur 3DO en  1996 et contient 100 missions supplémentaires.

## La série
- Fire Power (1987)
- Return Fire (1995)
- Return Fire 2 (1998)